# 2006 UQ321
2006 UQ321, também escrito como 2006 UQ321, é um objeto transnetuniano que está localizado no Cinturão de Kuiper, uma região do Sistema Solar. Este corpo celeste é classificado como um cubewano. Ele possui uma magnitude absoluta de 7,7 e tem um diâmetro estimado com 167 km.

## Descoberta
2006 UQ321 foi descoberto no dia 19 de outubro de 2006.

## Órbita
A órbita de 2006 UQ321 tem uma excentricidade de 0,143 e possui um semieixo maior de 43,412 UA. O seu periélio leva o mesmo a uma distância de 37,218 UA em relação ao Sol e seu afélio a 49,606 UA.